# Olla podrida
A olla podrida também designada por puchero ou cocido é um prato típico espanhol. Compõe-se sempre de carnes e legumes variados. Pode levar presunto, carneiro, cerefólio, cominhos, couve branca aipo (cabeça), cenoura, feijão verde alface, etc.